# Cartwheel hadművelet
A Cartwheel hadművelet (Kocsikerék hadművelet, angolul Operation Cartwheel) egy szövetséges hadmozdulat volt a második világháborúban, 1943-ban a csendes-óceáni hadszíntéren. Az akciót 1943. június 30-án indította meg Douglas MacArthur amerikai tábornok a japán támaszpont, Rabaul és a Salamon-szigetek több pontja ellen. A hadművelet kilenc hónapja alatt az amerikaiak számos szigetet visszafoglaltak a japánoktól.

## Stratégiai cél

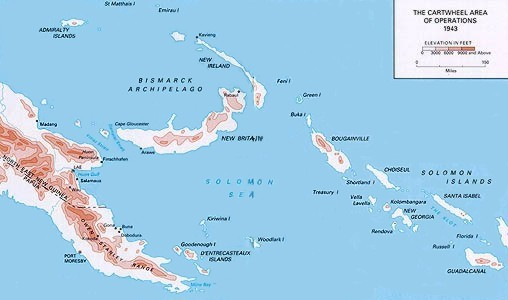
A Cartwheel hadművelet helye

A Cartwheel hadművelet célja az volt, hogy áttörje a japán védelmi rendszert, amelyet a Bismarck-szigetcsoport tagjain hoztak létre, keletre Új-Guineától, a Salamon-tengeren. A japán bázisok védték a birodalom korábbi hódításait a Holland Kelet-Indiákon és a Fülöp-szigeteken, valamint kiinduló pontjai lehettek egy Ausztrália és Új-Zéland elleni akciónak. A hadművelet csak azután indulhatott, hogy a szövetségesek Guadalcanal és a Pápua-félsziget megtisztításával megnyitották az utat az új-britanniai Rabaul felé.
Rabaul a japán védelem kulcspontja, a birodalom térségbeli fő haditengerészeti bázisa volt, amely tágas kikötőkkel és négy nagyobb repülőtérrel rendelkezett. A területen több mint 110 ezer japán katona állomásozott. Rabaul két nagyobb tervezett offenzíva keresztútján feküdt, ezért a Cartwheel hadművelet fő célja a japán bázis kiiktatása volt. A hadművelet kidolgozói 13 kétéltű partraszállást terveztek.
Az amerikai és brit katonai vezetők québeci találkozójukon áttekintették a rendelkezésükre álló forrásokat, és úgy döntöttek, hogy nincs elég katonájuk és technikai eszközük Rabaul megtámadására. Abban maradtak, hogy a bázist elszigetelik több kisebb, stratégiai fontosságú sziget és terület elfoglalásával. Öt nagyobb hadműveletet terveztek.

## Hadműveletek
1943. június 30-án megindult a hadművelet Új-Guinea és Új-Georgia több pontján, hogy előkészítsék a terepet a Rabaul elleni offenzívához. Az új-georgiai partraszállást William Halsey admirális vezette. Új-Georgián mintegy 10 és fél ezer japán katona védekezett. Az amerikai akciót hátráltatta az erős japán védelem, a klíma és a nehéz terep. Az erősítés segítségével végül egy hónapnyi harc után, augusztusban sikerült elfoglalni a kijelölt területeket. Új-Georgián az amerikaiak közül ezren meghaltak, négyezren megsebesültek.
- Chronicle hadművelet (Operation Chronicle, magyarul Krónika hadművelet) a Woodlark- és Kiriwina-sziget ellen irányult, mert repülőtereik szükségesek voltak a további támadásokhoz. Ezeket ellenállás nélkül foglalták el az amerikai csapatok június 30-án.[1][3]

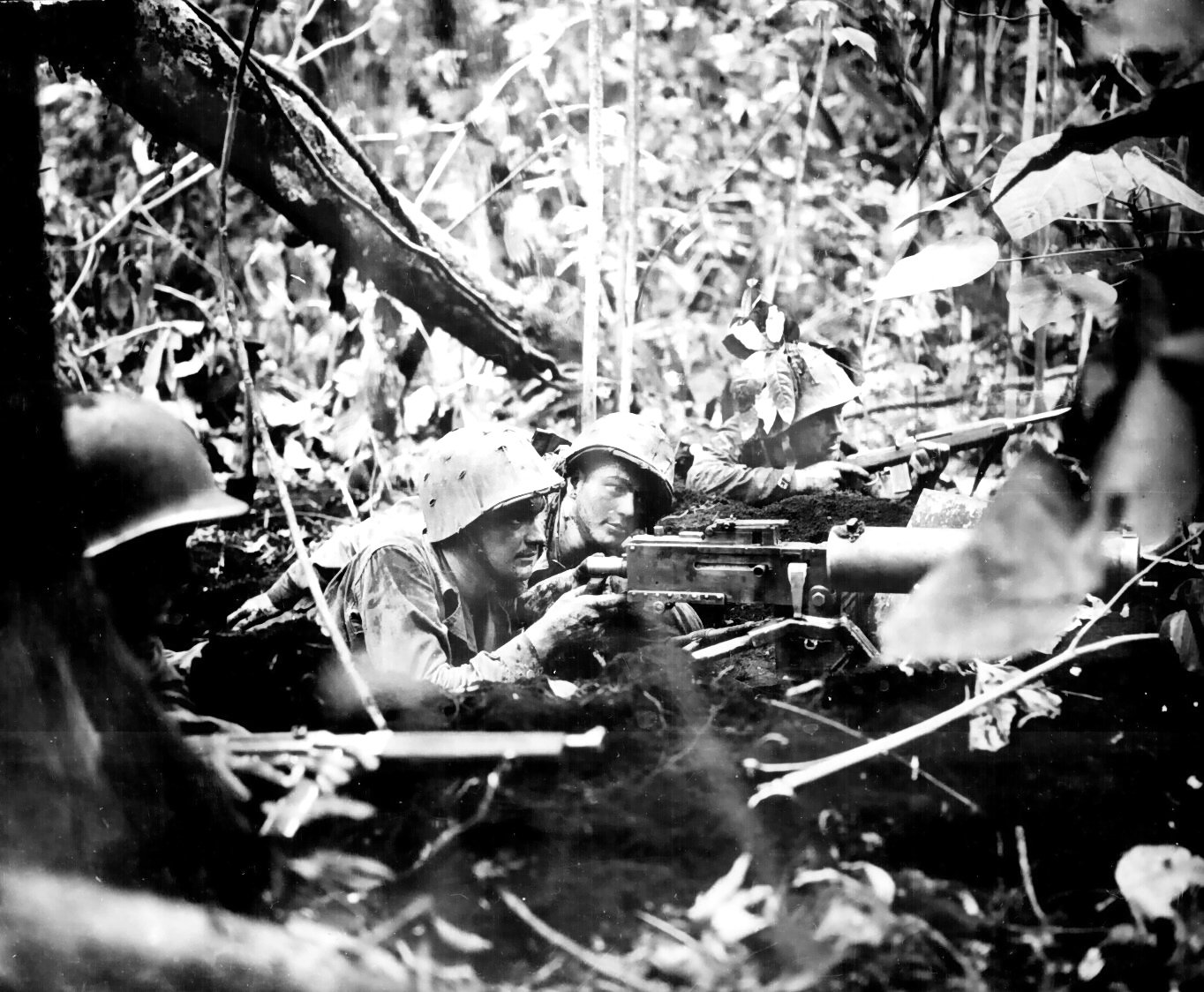
Tengerészgyalogosok a Gloucester-foki ütközetben

- Toenail hadművelet (Operation Toenail, magyarul Lábujjköröm hadművelet) június 30-án indult az új-britanniai Munda ellen, ahol egy nagyobb japán bázis volt. A tengerészgyalogos fő erők Rendovánál, Munda közelében szálltak partra. Ezen kívül keletebbre egy kisebb inváziót is végrehajtottak. A Mundáért folyó harcok július 2-ától augusztus 5-éig tartottak. Ezután kisebb felgöngyölítő jellegű csatározások folytak a közeli tengerparton és szigeteken. A szárazföldi harcok augusztus végén fejeződtek be.[4]
- Postern hadművelet (Operation Postern, magyarul Kiskapu hadművelet ) – a június 30-ai Nassau-öbölbeli partraszállás után – szeptember 4-én kezdődött, amikor ausztrál csapatok partra szálltak a Új-Guineán található Laeétól keletre. Ugyanezen a napon ejtőernyősöket dobtak le az onnan 15 kilométerre fekvő Nadzabnál, és a két erő Laénál találkozott. A japánok úgy döntöttek, hogy kiürítik a területet. Salamaua települést szeptember 11-én, Laét öt nappal később foglalták el a szövetségesek. Ezt követően két akció indult, az egyik a Huon-félsziget megtisztítására, a másik a Finisterre-hegységben védekező japánok kifüstölésére. A félsziget csúcsán álló Finschhafen októberben esett el. Az ausztrálok ezt követően visszaverték a japán ellentámadást, és az északi parton haladtak tovább. A hadművelet döntő momentumát az amerikai partraszállás jelentette Saidornál, amellyel elszigetelték a félszigeten harcoló japánokat a többi csapattól. Adacsi tábornok visszavonulásra adott parancsot Madangba, majd evakuálták a települést. 1944. április 24-én Madang elesett.[4]
- Cherryblossom hadművelet (Operation Cherryblossom, magyarul Cseresznyevirág hadművelet) a Cartwheel hadművelet második fázisának megnyitása volt a Csendes-óceán déli részén. Eredetileg három célja volt: Új-Georgia teljes elfoglalása, a Shortland-szigeteken található Faisi lerohanása és Bougainville inváziója, amelyet a délkeleti parton található Buin ostromával terveztek indítani. A hadművelet kezdetét az 1943 november közepe és december vége közötti időszakra tűzték ki. Új-Georgia, köszönhetően a Toenail hadműveletnek, szeptemberre elesett, így ez az invázió kimaradt a Cherryblossomból. November 1-jén a szövetséges csapatok partra szálltak Bougainville nyugati partján, az Auguszta császárné-öbölben, és gyorsan legyőzték a gyenge japán ellenállást. A japánok Buinból és Rabaulból érkező csapatokkal ellentámadásba lendültek, de november 11-éig visszaverték őket. 1944 márciusában újabb ellentámadást indítottak, de az is sikertelen volt.[4]
- Dexterity hadművelet (Operation Dexterity, magyarul Ügyesség hadművelet) az utolsó nagyobb akció volt a Cartwheel hadművelet keretében. Célja Új-Britannia inváziója, Rabaul elszigetelése volt. A hadművelet december 15-én az arawei partraszállással kezdődött, amelyet a fő erők Gloucester-foki inváziója követett december 26-án. A szövetségesek mindkét területet biztosították 1944 elejére. Március 6-án újabb partraszállás következett Talaseánál.[4]